# Ukraińcy w Polsce

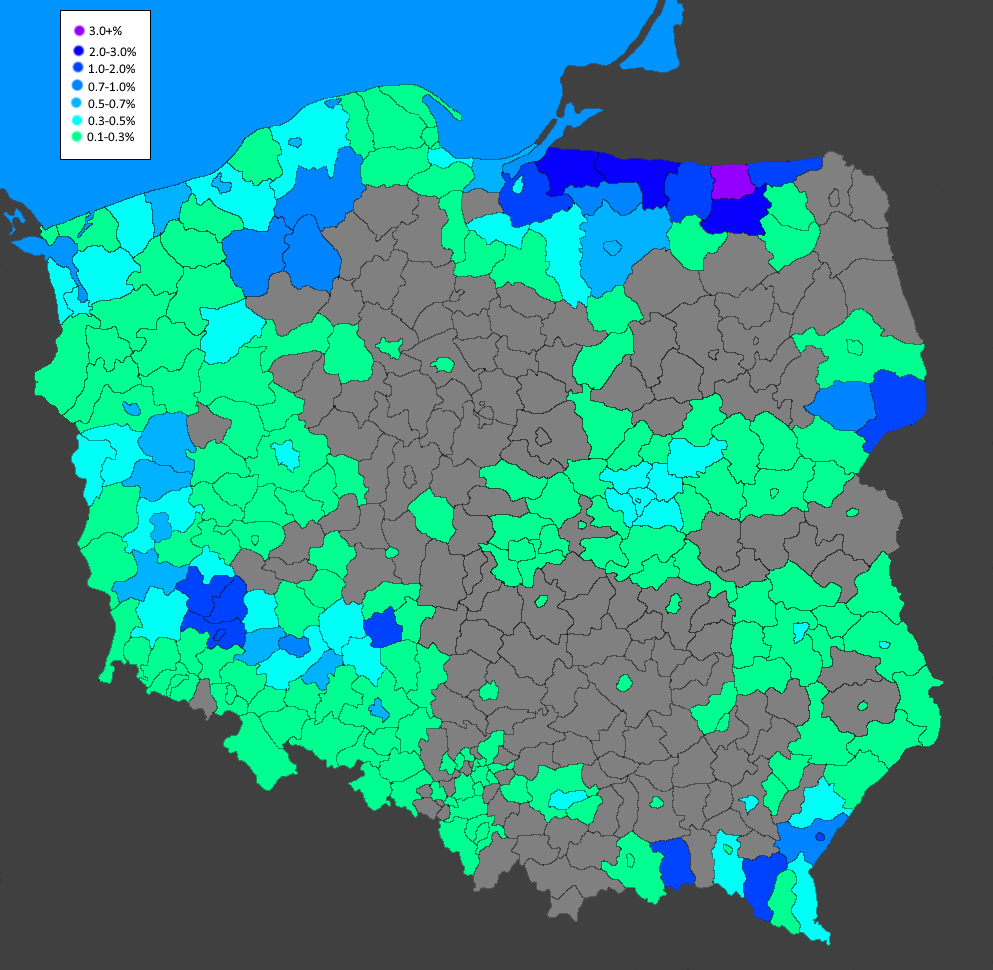
Procentowy udział ludności ukraińskiej i łemkowskiej (ukraińska grupa etniczna) według Narodowego Spisu Powszechnego Ludności i Mieszkań 2021

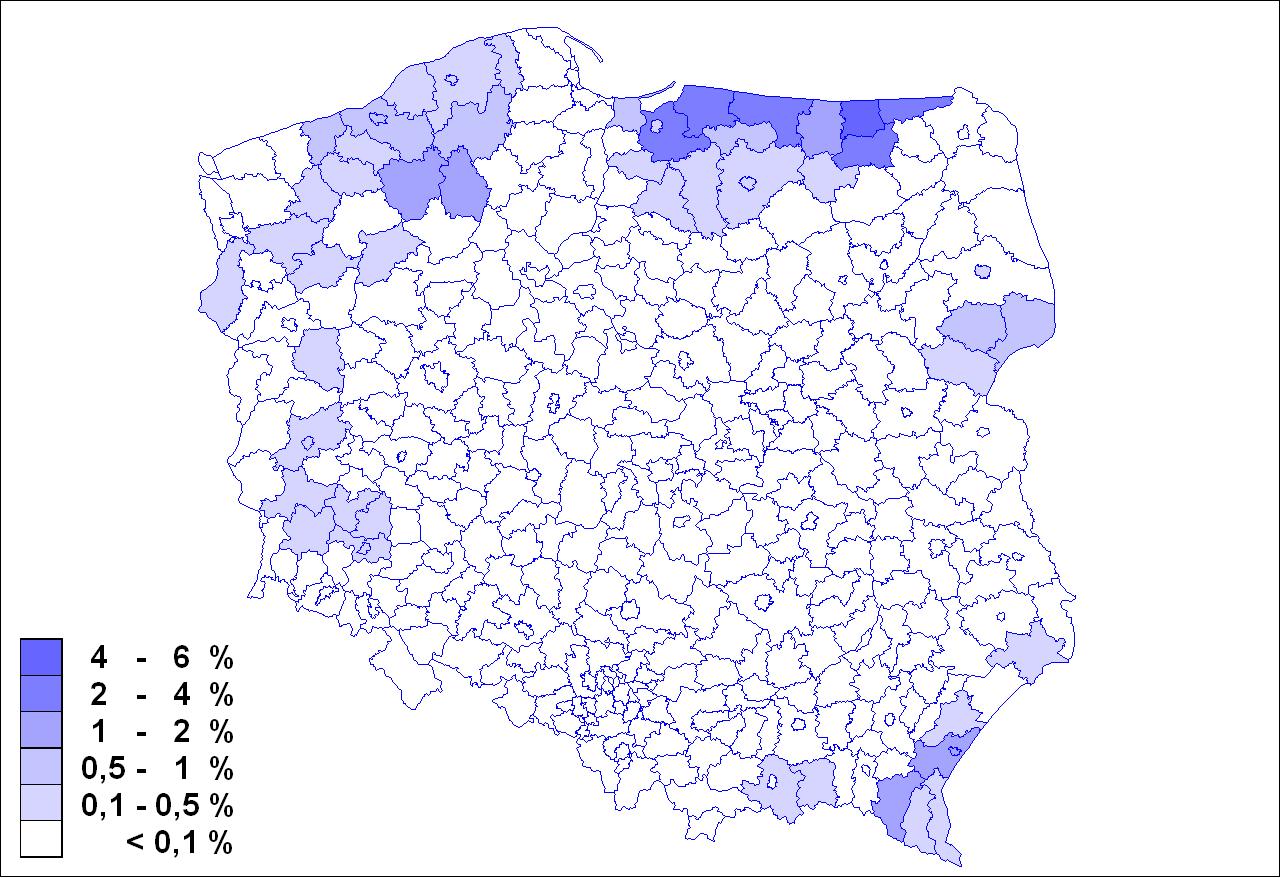
Procentowy udział ludności ukraińskiej według Narodowego Spisu Powszechnego Ludności i Mieszkań 2002

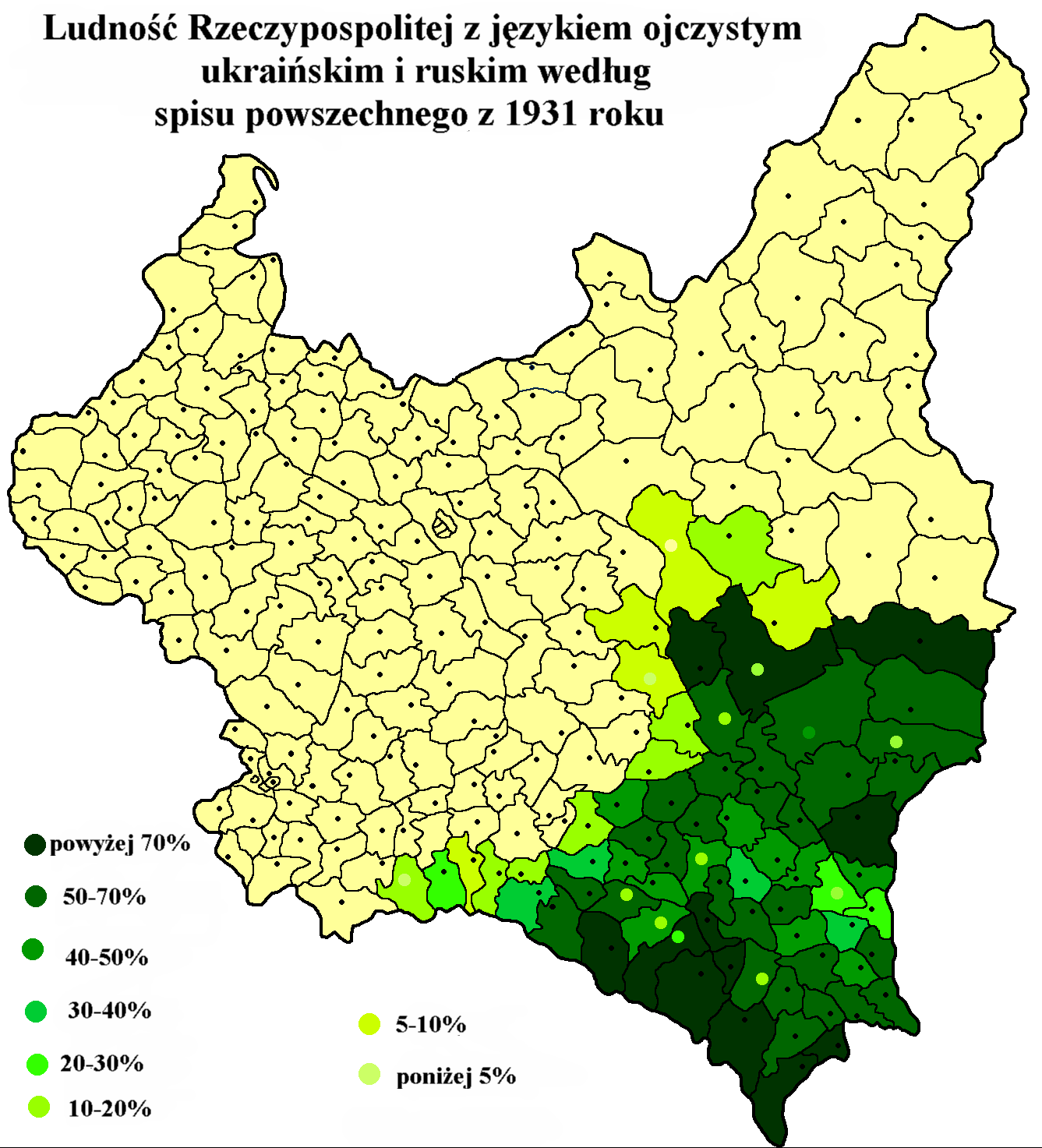
Ludność Rzeczypospolitej z językiem ojczystym ukraińskim i ruskim, według spisu powszechnego 1931 roku

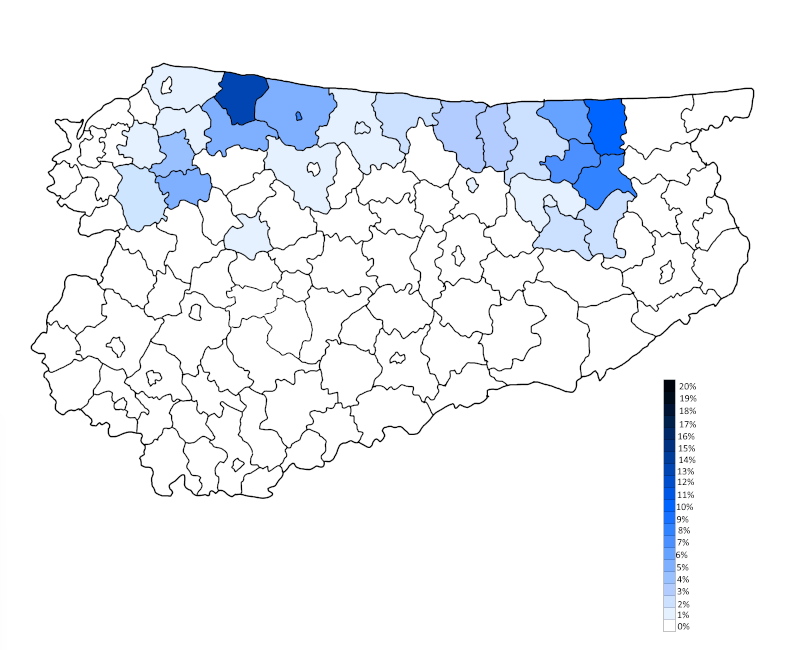
Udział Ludności Ukraińskiej w gminach województwa Warmińsko-Mazurskiego

Ukraińcy – jedna z dziewięciu ustawowo uznanych mniejszości narodowych w Rzeczypospolitej Polskiej, żyjąca w diasporze na obszarze całego kraju, z większą koncentracją na Mazurach, Warmii, Pomorzu Zachodnim, Pomorzu Gdańskim oraz w południowo-wschodniej części województwa podkarpackiego i podlaskiego.
Odrębną od mniejszości narodowej grupą są obywatele Ukrainy mieszkający w Polsce jako migranci, w tym uchodźcy.

## Historia

### Rusini w Królestwie Polskim i Rzeczypospolitej Obojga Narodów
W wyniku wojny o księstwo halicko-włodzimierskie do Polski przyłączono Ruś Czerwoną, zamieszkaną w większości przez Rusinów.
W 1569 na sejmie w Lublinie do Korony Królestwa Polskiego włączono województwo podlaskie, województwo wołyńskie, województwo kijowskie oraz województwo bracławskie. Szlachcie ruskiej z tych województw pozwolono zachować swoje prawa i cieszyć się szerokimi wolnościami: językiem urzędowym na tych ziemiach miał być nadal język ruski, a szlachta ruska otrzymywała przywileje identyczne jak szlachta polska. Status prawny ziem ukrainnych inkorporowanych zbliżony był do autonomii, a szlachta ruska uzyskała miejsca w polskim parlamencie. Mimo szerokich swobód przyznanych Rusinom na ziemiach ukrainnych doszło do niezadowolenia społecznego, które miało pewien wpływ na późniejsze powstania kozackie przeciw Rzeczypospolitej, z których największym było Powstanie Chmielnickiego.

### Ukraińcy i Rusini w II Rzeczypospolitej

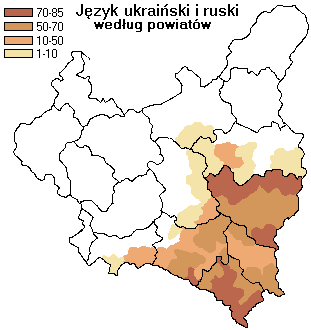
Język ukraiński i ruski według powiatów II RP w procentach populacji całkowitej

Pierwszy spis ludności w Polsce po I wojnie światowej został przeprowadzony w 1921 r. Nie objął on ziemi wileńskiej i polskiej części Górnego Śląska. Ponadto spis zbojkotowała znaczną część ludności ukraińskiej w Galicji Wschodniej. Według spisu Ukraińcy stanowili najliczniejszą grupę spośród niepolskich narodowości. Całkowita liczba ludności wynosiła 27,2 mln mieszkańców. Ukraińcy stanowili (3 898 431 osób) – 14,3 proc.
Według dr Alfonsa Krysińskiego, 1 stycznia 1928 r. liczba Ukraińców wynosiła ok. 4,9 mln., a na końcu 1929 r. ok. 5 mln. Krysiński pominął jednak mieszkańców Polesia (ok. 200 tys.), Chełmszczyzny i Podlasia (około 20 tys.) oraz Ukraińców wyznania rzymskokatolickiego. Tym samym maksymalna przybliżona liczba Ukraińców w Polsce na koniec 1929 r. wynosiłaby około 5,1–5,2 mln osób.
Według spisu powszechnego z 1931 jako Ukraińcy lub Rusini zadeklarowało się około 3 250 000 polskich obywateli, czyli 10% ludności całego kraju. Żyli oni głównie w województwach wołyńskim (68% ludności województwa), tarnopolskim (45%), stanisławowskim (68%) i lwowskim (33%).

### II wojna światowa

#### Okupacja radziecka Kresów Wschodnich
Na terenie okupacji sowieckiej praca jest znacznie trudniejsza niż w generalnej Guberni. Wynika to przede wszystkim z tego, że bolszewicy rozporządzają znacznie liczniejszym aparatem policyjnym, rozumieją język polski i mają dużą pomoc elementu miejscowego: Ukraińców, Białorusinów, a przede wszystkim Żydów – mają też dużo zwolenników wśród młodzieży, którą faworyzują i dają jej posady.

### Polska Rzeczpospolita Ludowa
W latach 1944–1945 w ramach repatriacji ludności ukraińskiej przesiedlono z Polski do Ukraińskiej Socjalistycznej Republiki Radzieckiej około 480 tysięcy osób. Po przesiedleniach w granicach Polski pozostawało nadal ponad 140 tys. osób narodowości ukraińskiej. Zostali oni w większości deportowani z południowo-wschodniej Polski i osiedleni na Ziemiach Odzyskanych.
W 1956 r. Ukraińcom zezwolono na koncesjonowaną legalną działalność kulturalną i oświatową w ramach Ukraińskiego Towarzystwa Społeczno-Kulturalnego oraz na wydawanie w języku ukraińskim tygodnika „Nasze Słowo”.

### III Rzeczpospolita
Od 2014 zauważalne jest zwiększenie skali migracji ukraińskiej do Polski i coraz częstszy pobyt długoterminowy.

## Liczebność

### Mniejszość narodowa
Według narodowego spisu powszechnego 2011 narodowość ukraińską zadeklarowało 51 001 osób, z czego 27 630 jako jedyną. Z tej grupy właściwa mniejszość ukraińska w Polsce (osoby posiadające polskie obywatelstwo) obejmuje 38 795 osób. Podczas narodowego spisu powszechnego ludności w 2002 narodowość ukraińską zadeklarowało 27 172 obywateli RP, w tym w poszczególnych województwach:
- warmińsko-mazurskim – 12 881[11]
- zachodniopomorskim – 3703
- podkarpackim – 2984
- pomorskim – 2831
- dolnośląskim – 1422
- podlaskim – 1366
- lubuskim – 615
- mazowieckim – 579
- małopolskim – 472
- lubelskim – 389
- śląskim – 309.

### Migranci
Według pierwszego, eksperymentalnego opracowania GUS na temat cudzoziemców w Polsce, według stanu na 31 grudnia 2019, liczba cudzoziemców narodowości ukraińskiej wynosiła 1 351 418. W 2021 roku liczba obywateli ukraińskich przebywających w Polsce i posiadających ważne zezwolenia na pobyt (nie licząc osób przebywających w ramach ruchu bezwizowego lub na podstawie wiz) przekroczyła 300 tysięcy. Najczęstszym celem pobytu była praca (77%), a kolejnym kwestie rodzinne (12%). Liczbę Ukraińców pracujących legalnie w Polsce szacowano w tym czasie na ok. 850 tysięcy, wskazując, że przy uwzględnieniu szarej strefy mogło to być nawet 1,5 miliona osób.

#### Stan na rok 2022
W 2022 po rosyjskiej inwazji Polska stała się jednym z państw przyjmujących uchodźców z Ukrainy. Od 24 lutego do 17 czerwca 2022 do Polski trafiło ponad 4,9 mln osób, głównie kobiety i dzieci. Większość z nich zamieszkała w dużych ośrodkach miejskich.
| Obszar metropolitalny         | Stolica obszaru metropolitalnego | Populacja obszaru metropolitalnego | Liczba Ukraińców w obszarze metropolitalnym | Procent Ukraińców wśród mieszkańców obszaru metropolitalnego | Procent Ukraińców wśród mieszkańców centralnego miasta |
| ----------------------------- | -------------------------------- | ---------------------------------- | ------------------------------------------- | ------------------------------------------------------------ | ------------------------------------------------------ |
| Aglomeracja warszawska        | Warszawa                         | 3 254 474                          | 469 628                                     | 14                                                           | 13                                                     |
| Konurbacja górnośląska        | Katowice                         | 2 151 302                          | 302 963                                     | 14                                                           | 25                                                     |
| Aglomeracja wrocławska        | Wrocław                          | 1 308 100                          | 302 467                                     | 23                                                           | 23                                                     |
| Aglomeracja krakowska         | Kraków                           | 1 569 260                          | 229 938                                     | 15                                                           | 19                                                     |
| Aglomeracja trójmiejska       | Gdańsk                           | 1 393 981                          | 223 952                                     | 16                                                           | 25                                                     |
| Aglomeracja rzeszowska        | Rzeszów                          | 646 792                            | 152 203                                     | 24                                                           | 35                                                     |
| Aglomeracja łódzka            | Łódź                             | 1 052 221                          | 114 162                                     | 11                                                           | 11                                                     |
| Aglomeracja poznańska         | Poznań                           | 1 254 741                          | 101 481                                     | 8                                                            | 14                                                     |
| Aglomeracja lubelska          | Lublin                           | 705 352                            | 87 048                                      | 12                                                           | 17                                                     |
| Aglomeracja szczecińska       | Szczecin                         | 897 538                            | 84 489                                      | 9                                                            | 13                                                     |
| Aglomeracja bydgosko-toruńska | Bydgoszcz                        | 766 108                            | 80 447                                      | 11                                                           | 11                                                     |
| Aglomeracja białostocka       | Białystok                        | 511 213                            | 62 445                                      | 12                                                           | 11                                                     |

#### Stan na lata 2023-2024
Według danych Głównego Urzędu Statystycznego (GUS), liczba Ukraińców przebywających w Polsce wzrosła z około 1,5 miliona w 2022 roku do około 1,8 miliona w 2024 roku. Na początku 2023 r. kobiety i dzieci stanowiły ok. 87 proc. osób z Ukrainy z numerem PESEL, a dzieci i młodzież ok. 43%. Wśród osób pełnoletnich kobiety stanowiły natomiast 77% osób. Według danych Urzędu do Spraw Cudzoziemców, do końca września 2024 roku 4,5 tysiące obywateli Ukrainy złożyło wnioski o ochronę międzynarodową w Polsce.
Według raportu Zakładu Ubezpieczeń Społecznych za 2023 r., obywatele i obywatelki Ukrainy stanowili w tamtym  67,3% wszystkich obcokrajowców zarejestrowanych w ZUS oraz 4,7% wszystkich ubezpieczonych. Ich liczba wyniosła 759,4 tys., tj. o 1,8% więcej niż na koniec 2022 r.

## Edukacja
Na terenie Polski działają m.in. szkoły z ukraińskim językiem nauczania jak np. IV Liceum Ogólnokształcące w Legnicy, Zespół Szkół Ogólnokształcących nr 2 im. Markiana Szaszkewicza w Przemyślu, Zespół Szkół z Ukraińskim Językiem Nauczania w Górowie Iławeckim czy też I Liceum Ogólnokształcące w Białym Borze. Powstają także inicjatywy edukacyjne takie jak Ukraińska Szkoła Sobotnia w Lublinie czy Sobotnia Szkoła Ukraińska w Gdyni.
Jeśli chodzi o dzieci z Ukrainy z doświadczeniem uchodźstwa w polskim systemie edukacji, to na rok 2024 Centrum Edukacji Obywatelskiej szacuje ich liczebność na 134 tysiące.

## Kultura

### Organizacje
Do stowarzyszeń mniejszości ukraińskiej w Polsce należą:
- Stowarzyszenie Ukraińców Więźniów Politycznych i Represjonowanych w Polsce[27]
- Stowarzyszenie „Ukraiński Dom Narodowy”[28]
- Towarzystwo Ukraińców Podkarpacia[29]
- Towarzystwo Ukraińskie
- Ukraińska Organizacja Skautowa „Płast”[a]
- Ukraińskie Towarzystwo Historyczne w Polsce
- Ukraińskie Towarzystwo Lekarskie
- Ukraińskie Towarzystwo Nauczycielskie w Polsce[30]
- Związek Ukrainek[a]
- Związek Ukraińców Podlasia
- Związek Ukraińców w Polsce
- Związek Ukraińskiej Młodzieży Niezależnej[31]

Na rzecz stosunków polsko-ukraińskich działają liczne organizacje pozarządowe, w tym np. Fundacja Ukraiński Dom (do 2022 pod nazwą Fundacja Nasz Wybór).

### Religia
Ukraińcy są w większości wiernymi dwóch Kościołów: Kościoła Greckokatolickiego w Polsce i Polskiego Autokefalicznego Kościoła Prawosławnego. W Polsce działa również 8 zborów i 32 grupy języka ukraińskiego Świadków Jehowy.

### Prasa
Do najważniejszych tytułów prasowych zaliczają się:
- „Nasze Słowo” – tygodnik,
- „Svitanok” – dodatek do „Naszego Słowa” dla dzieci,
- „Nad Buhom i Narwoju” – dwumiesięcznik.

### Radia nadające audycje po ukraińsku
- Polskie Radio Białystok nadaje trzy razy w tygodniu: w niedziele, poniedziałki i środy od 1991 audycje w języku ukraińskim pt. Ukraińska Dumka.
- Polskie Radio Olsztyn nadaje raz w tygodniu audyсję w języku ukraińskim pt. Od niedzieli do niedzieli (Од неділі до неділі)
- Radio Orthodoxia nadaje raz w tygodniu audycje w języku ukraińskim pt. Ukraińskie Słowo.
- Polskie Radio Rzeszów nadaje raz w tygodniu audycje w języku ukraińskim pt. Skrynia.
- Polskie Radio Szczecin nadaje raz w tygodniu w niedziele, audycje w języku ukraińskim pt. Posydeńki[34].
- Polskie Radio dla Ukrainy program specjalny Polskiego Radia, publiczna polska stacja radiowa nadająca w języku ukraińskim na falach średnich i krótkich, na multipleksie DAB+, na stronie internetowej i w aplikacji Polskiego Radia, a także satelitarnie przez całą dobę.

### Telewizja
- Telenowyny/Теленовини w TVP Regionalnej.
- Ukraińskie Wieści / Український Βісник w TVP Olsztyn.
- Przegląd ukraiński / Український перегляд[35] w TVP Białystok.
- Daleko od domu w TVP Katowice (program adresowany do imigrantów i uchodźców z Ukrainy)[36]
- Pełnia wiary/ПОВНОТА ВІРИ w TVP1 i TVP Wrocław[37][38]

### Imprezy kulturalne
- „Festiwal Kultury Ukraińskiej” w Sopocie
- „Młodzieżowy Jarmark” w Gdańsku
- Festiwal Kultury Ukraińskiej "EKOŁOMYJA" w Górowie Iławeckim
- Festiwal Kultury Ukraińskiej UKRAINA VIVA we Wrocławiu
- „Święto Kultury Nad Osławą” Mokre
- „Na Iwana, na Kupała” w Dubiczach Cerkiewnych
- Festiwal Kultury Ukraińskiej na Podlasiu „Podlaska Jesień”
- „Dni Kultury Ukraińskiej” – Giżycko, Szczecin[39], Węgorzewo
- „Bytowska Watra”
- „Ukraińska wiosna” w Poznaniu
- „Ukraina w Centrum Lublina”

### Ukraińcy w Polsce
- Mirosław Czech
- Bogdan Huk
- Miron Kertyczak
- Eugeniusz Misiło
- Bohdan Osadczuk
- Ostap Steca
- Miron Sycz
- Taras Romanczuk
- Artem Putiwcew
- Jurij Hładyr
- Andrij Mychalczuk
- Serhij Krykun
- Ołeksij Tereszczenko
- Maria Liktoras
- Julija Szełuchina
- Irina Starzyńska
- Marina Łuczenko-Szczęsna